# Verbandsliga Brandenburg 1992/93
Die Verbandsliga Brandenburg 1992/93 war die 3. Spielzeit und die zweite als vierthöchste Spielklasse im Fußball der Männer.
Der SV Schwarz-Rot Neustadt (Dosse) wurde in dieser Saison zum ersten Mal Landesmeister in Brandenburg und stieg damit in die Fußball-Oberliga Nordost auf. Der Brandenburger SC Süd 05 errang, mit 4 Punkten Rückstand, die Vizemeisterschaft.
Als Absteiger standen nach dem 30. Spieltag der SV Dissenchen 04, SV Stahl Finow und die TSG Rot-Weiss Fredersdorf-Vogelsdorf fest und mussten in die Landesliga absteigen.

## Teilnehmer
An der Spielzeit 1992/93 nahmen insgesamt 16 Vereine teil.
| Mannschaften aus der Verbandsliga Brandenburg 1991/92 | Mannschaften aus der Verbandsliga Brandenburg 1991/92 | Mannschaften aus der Verbandsliga Brandenburg 1991/92 |
| ----------------------------------------------------- | ----------------------------------------------------- | ----------------------------------------------------- |
| SV Falkensee-Finkenkrug                               | Brandenburger SC Süd 05                               | SV Empor Mühlberg                                     |
| ESV Lokomotive Cottbus                                | SV Stahl Finow                                        | FC Rot-Weiß Elsterwerda                               |
| SG Müncheberg                                         | TSG Lübbenau 63                                       | SpVgg Blau-Weiß 90 Vetschau                           |
| SV Chemie Döbern                                      | FSV Fürstenwalde                                      | SG Aufbau Eisenhüttenstadt                            |
| SG Eintracht Oranienburg                              |                                                       |                                                       |

| ▲Aufsteiger aus der Bezirksliga 1991/92 | ▲Aufsteiger aus der Bezirksliga 1991/92 | ▲Aufsteiger aus der Bezirksliga 1991/92 |
| --------------------------------------- | --------------------------------------- | --------------------------------------- |
| SV Schwarz-Rot Neustadt (Dosse)         | SV Dissenchen 04                        | TSG Rot-Weiß Fredersdorf/Vogelsdorf     |

## Abschlusstabelle
| Pl. | Verein                                  | Sp. | S  | U  | N  | Tore    | Diff. | Punkte |
| --- | --------------------------------------- | --- | -- | -- | -- | ------- | ----- | ------ |
| 1.  | SV Schwarz-Rot Neustadt (Dosse) (N)     | 30  | 23 | 5  | 2  | 087:230 | +64   | 51:90  |
| 2.  | Brandenburger SC Süd 05                 | 30  | 21 | 5  | 4  | 075:240 | +51   | 47:13  |
| 3.  | SV Falkensee-Finkenkrug                 | 30  | 19 | 9  | 2  | 069:260 | +43   | 47:13  |
| 4.  | ESV Lokomotive Cottbus                  | 30  | 11 | 12 | 7  | 038:380 | ±0    | 34:26  |
| 5.  | TSG Lübbenau 63                         | 30  | 16 | 1  | 13 | 054:460 | +8    | 33:27  |
| 6.  | FSV Fürstenwalde                        | 30  | 10 | 12 | 8  | 059:480 | +11   | 32:28  |
| 7.  | FC Rot-Weiß Elsterwerda                 | 30  | 11 | 10 | 9  | 046:400 | +6    | 32:28  |
| 8.  | SG Müncheberg                           | 30  | 10 | 9  | 11 | 045:460 | −1    | 29:31  |
| 9.  | SV Empor Mühlberg                       | 30  | 10 | 8  | 12 | 047:550 | −8    | 28:32  |
| 10. | SG Aufbau Eisenhüttenstadt              | 30  | 9  | 7  | 14 | 043:550 | −12   | 25:35  |
| 11. | SG Eintracht Oranienburg                | 30  | 7  | 11 | 12 | 051:640 | −13   | 25:35  |
| 12. | SpVgg Blau-Weiß 90 Vetschau             | 30  | 9  | 6  | 15 | 056:650 | −9    | 24:36  |
| 13. | SV Chemie Döbern                        | 30  | 8  | 5  | 17 | 042:420 | ±0    | 21:39  |
| 14. | SV Stahl Finow                          | 30  | 5  | 9  | 16 | 034:340 | ±0    | 19:41  |
| 15. | SV Dissenchen 04 (N)                    | 30  | 3  | 11 | 16 | 032:320 | ±0    | 17:43  |
| 16. | TSG Rot-Weiß Fredersdorf/Vogelsdorf (N) | 30  | 6  | 4  | 20 | 044:860 | −42   | 16:44  |

| (N) | Aufsteiger aus der Bezirksliga 1991/92 |

## Kreuztabelle
| 1992/93                             | SV Schwarz-Rot Neustadt (Dosse) | Brandenburger SC Süd 05 | SV Falkensee-Finkenkrug | ESV Lokomotive Cottbus | TSG Lübbenau 63 | FSV Fürstenwalde | FC Rot-Weiß Elsterwerda | SG Müncheberg | SV Empor Mühlberg | SG Aufbau Eisenhüttenstadt | SG Eintracht Oranienburg | SpVgg Blau-Weiß 90 Vetschau | SV Chemie Döbern | SV Stahl Finow | SV Dissenchen 04 | TSG Rot-Weiß Fredersdorf/Vogelsdorf |
| ----------------------------------- | ------------------------------- | ----------------------- | ----------------------- | ---------------------- | --------------- | ---------------- | ----------------------- | ------------- | ----------------- | -------------------------- | ------------------------ | --------------------------- | ---------------- | -------------- | ---------------- | ----------------------------------- |
| SV Schwarz-Rot Neustadt (Dosse)     |                                 | 1:0                     | 1:0                     | 0:1                    | 1:0             | 4:0              | 2:1                     | 4:1           | 5:1               | 3:0                        | 4:0                      | 7:2                         | 4:1              | 4:0            | 2:0              | 3:0                                 |
| Brandenburger SC Süd 05             | 0:2                             |                         | 0:1                     | 2:0                    | 1:0             | 2:2              | 3:1                     | 2:0           | 3:0               | 3:1                        | 5:1                      | 3:1                         | 5:1              | 8:1            | 3:0              | 5:1                                 |
| SV Falkensee-Finkenkrug             | 0:0                             | 1:1                     |                         | 1:1                    | 3:1             | 2:0              | 2:1                     | 3:2           | 1:1               | 6:0                        | 1:0                      | 2:0                         | 3:0              | 5:0            | 3:0              | 3:0                                 |
| ESV Lokomotive Cottbus              | 1:3                             | 2:0                     | 4:2                     |                        | 6:1             | 2:0              | 1:1                     | 5:0           | 0:0               | 1:1                        | 4:2                      | 2:0                         | 4:2              | 1:1            | 3:1              | 0:2                                 |
| TSG Lübbenau 63                     | 1:2                             | 2:0                     | 0:0                     | 7:2                    |                 | 2:2              | 1:1                     | 1:0           | 3:0               | 1:1                        | 2:1                      | 5:0                         | 2:1              | 1:1            | 2:0              | 2:1                                 |
| FSV Fürstenwalde                    | 4:3                             | 0:0                     | 0:0                     | 4:0                    | 0:5             |                  | 2:1                     | 3:2           | 1:1               | 2:2                        | 3:2                      | 2:1                         | 2:0              | 3:1            | 2:2              | 5:20                                |
| FC Rot-Weiß Elsterwerda             | 0:4                             | 0:0                     | 1:1                     | 1:1                    | 0:2             | 1:1              |                         | 2:2           | 1:0               | 3:0                        | 3:1                      | 4:1                         | 2:1              | 2:0            | 2:0              | 8:3                                 |
| SG Müncheberg                       | 0:0                             | 0:1                     | 3:3                     | 1:1                    | 3:0             | 5:0              | 0:0                     |               | 2:2               | 1:1                        | 3:1                      | 4:0                         | 1:1              | 1:0            | 1:2              | 2:1                                 |
| SV Empor Mühlberg                   | 0:3                             | 1:1                     | 1:1                     | 0:3                    | 2:2             | 0:2              | 2:1                     | 1:3           |                   | 1:1                        | 0:3                      | 1:1                         | 2:0              | 4:2            | 3:2              | 5:2                                 |
| SG Aufbau Eisenhüttenstadt          | 0:0                             | 1:1                     | 0:2                     | 1:1                    | 0:3             | 2:2              | 1:1                     | 0:0           | 1:3               |                            | 4:1                      | 3:0                         | 2:2              | 5:4            | 3:3              | 2:1                                 |
| SG Eintracht Oranienburg            | 0:0                             | 1:1                     | 1:2                     | 0:1                    | 1:1             | 0:0              | 1:1                     | 0:3           | 2:0               | 3:1                        |                          | 3:1                         | 1:0              | 3:1            | 2:0              | 5:1                                 |
| SpVgg Blau-Weiß 90 Vetschau         | 0:1                             | 2:2                     | 2:1                     | 2:1                    | 2:0             | 4:5              | 1:4                     | 2:1           | 1:1               | 4:2                        | 1:1                      |                             | 0:1              | 0:0            | 3:2              | 5:2                                 |
| SV Chemie Döbern                    | 0:0                             | 0:2                     | 1:0                     | 1:1                    | 1:3             | 5:2              | 2:0                     | 0:3           | 0:1               | 1:2                        | 4:1                      | 2:3                         |                  | 1:2            | 2:1              | 7:0                                 |
| SV Stahl Finow                      | 2:5                             | 0:4                     | 1:2                     | 1:5                    | 1:1             | 2:3              | 0:4                     | 0:6           | 1:0               | 0:0                        | 2:2                      | 0:0                         | 1:1              |                | 4:1              | 2:1                                 |
| SV Dissenchen 04                    | 0:6                             | 0:2                     | 0:0                     | 3:4                    | 2:4             | 1:3              | 1:4                     | 0:2           | 3:2               | 3:1                        | 2:0                      | 1:3                         | 4:0              | 0:2            |                  | 1:4                                 |
| TSG Rot-Weiß Fredersdorf/Vogelsdorf | 1:2                             | 1:4                     | 1:5                     | 3:1                    | 1:4             | 2:2              | 2:3                     | 0:0           | 0:1               | 2:1                        | 1:0                      | 0:2                         | 3:0              | 3:3            | 3:3              |                                     |